# Ambasciatori dell'Hannover in Baviera
L'ambasciatore dell'Hannover in Baviera era il primo rappresentante diplomatico dell'Hannover (già dell'Elettorato di Hannover) in Baviera.
Le relazioni diplomatiche tra i due paesi ebbero inizio nel 1783.

## Elettorato di Hannover
- 1783–1803: Dietrich Heinrich Ludwig von Ompteda

## Regno di Hannover
- 1832–1838: Residente a Francoforte sul Meno
- 1838–1839: August von Berger (1765–1850)
- 1839–1841: Ludwig Ferdinand von Kielmannsegg (1798–1873)
- 1841–1848: vacante
- 1848–1865: Ernst Julius Georg von dem Knesebeck (1809–1869)
- 1865–1866: vacante

1866: Annessione dell'Hannover da parte della Prussia